# Датско-ливийские отношения
Датско-ливийские отношения — двусторонние дипломатические отношения между Данией и Ливией. Они являются напряжёнными вследствие разногласий по поводу карикатурного скандала и военной интервенции 2011 года в Ливии.
Дания представлена в Ливии через своё посольство в Каире, Египет.  Министр иностранных дел Дании Вилли Сёвндаль в феврале 2012 года посетил Ливию для открытия нового представительства в Триполи.

## История

### Королевство Ливия
В январе 1952 года Дания и 11 других стран поддержали в ООН резолюцию о принятии Ливии под руководством короля Идриса и её признании независимым государством.

### Эпоха Каддафи
После инцидента с рейсом 114 Libyan Arab Airlines в Совете Безопасности ООН Дания вместе с Францией, Австралией и Великобританией воздержалась при голосовании.
После взрыва на берлинской дискотеке в 1986 году Дания приказала ливийским дипломатам покинуть страну.  В ответ на изгнание ливийское правительство выслало дипломата из Дании. В январе 2006 года правительство Ливии закрыло своё посольство в Дании в знак протеста против разногласий по поводу карикатур Jyllands-Posten Muhammad. В 2008 году Ливия бойкотировала датские компании и исключила их из крупных инфраструктурных проектов стоимостью 126,5 миллиарда долларов.

### Переходный национальный совет
18 марта 2011 года министр иностранных дел Дании Лене Эсперсен встретилась с представителем Переходного национального совета Ливии Али Зейданом.
25 марта 2011 года датский политик Насер Хадер поддержал признание Данией Переходного национального совета в качестве законного правительства Ливии.
19 апреля 2011 года Ливийская обсерватория за демократию и права человека —неправительственная организация и зонтичная организация ПНС — открыла офис в Копенгагене. Дания была среди стран, которые, как заявил 5 мая 2011 года представитель совета, признали ПНС правительством Ливии. Однако официальный представитель правительства Дании Жан Эллерманн Кингомбе заявил, что Копенгаген не предпринял этого шага, но считает совет «подходящим партнёром для диалога».
22 июня 2011 года Дания признала Национальный переходный совет единственным законным представителем Ливии.

### Гражданская война в Ливии
5 марта 2011 года, во время гражданской войны в Ливии, министр развития Дании Сёрен Пинд пожертвовал Комиссии по правам человека ООН 30 миллионов датских крон для помощи ливийскому народу, бежавшему в Египет и Тунис.
22 марта 2011 года государственное телевидение Ливии начало пропагандистскую кампанию против Дании, обвинив её в том, что она в течение нескольких лет вела кампанию против мусульман.
В апреле 2011 года датская гуманитарная организация DanChurchAid направила нескольких сапёров для разминирования территории Ливии.
В начале апреля 2011 года Дания рассматривала возможность приёма около 10 ливийских беженцев из Лампедузы, Италия.  Также датское правительство рассматривало вопрос о замораживании ливийских активов в Дании, где у лидера Ливии Муаммара Каддафи было около 25 миллионов датских крон. Во время войны министерство иностранных дел Дании размещало на своём веб-сайте временные рекомендации о поездках в Ливию. В мае 2011 года генеральный консул Ливии в Дании Мунир Эльдавади был выслан из Дании и объявлен персоной нон грата.
9 августа 2011 года Дания дала двум ливийским дипломатам, лояльным Каддафи, Салеху Омару Абурвеше и Халеду Мансуру Салему эль-Асфару 5 дней на то, чтобы покинуть Данию. Оба были объявлены персонами нон грата.

### Операция Odyssey Dawn
13 марта единогласным голосованием парламент Дании санкционировал прямые военные действия своих военно-воздушных сил для обеспечения выполнения Резолюции Совета Безопасности ООН 1973, что стало единственным в истории государства моментом, когда военная приверженность была поддержана полным парламентским единством. Королевские ВВС Дании задействовали шесть истребителей F-16AM, один военно-транспортный самолёт C-130J-30 Super Hercules и соответствующие наземные экипажы. Четыре F-16 использовались для наступательных операций, а оставшиеся два оставались в резерве.
Первые авиаудары датской авиации были нанесены 23 марта 2011 года:четыре самолета совершили 12 вылетов в рамках операции Odyssey Dawn.
В мае 2011 года The Guardian сообщила, что датские истребители F-16 убили сына Муаммара Каддафи Саифа аль-Араб Каддафи.
В июне 2011 года министр обороны США Роберт Гейтс похвалил Данию, Канаду и Норвегию, заявив, что, хотя эти две страны предоставили только 12 % самолётов для операции, их самолёты нанесли треть ударов.

### Ганнибал Каддафи
В 2008 году Ганнибал Муаммар Каддафи проиграл поданный в Дании иск против датской газеты Ekstra Bladet. Она сообщила, что в 2005 году Каддафи, тогда ещё студент в Копенгагене, руководил похищением и избиением гражданина Ливии в доме ливийского консула в Гентофте. Каддафи не появлся в суде, чтобы изложить свою позицию по делу. Вследствие этого суд постановил, что имеющиеся доказательства подтверждают версию событий Ekstra Bladet.

## Цитаты Каддафи о Дании
- «Ливийцы не знают Данию, они не ненавидят Данию. Они знают Италию и ненавидят Италию»[32].
- «Протестующие были полны решимости убить консула и его семью, когда они напали на итальянское консульство в Бенгази. Эти протестующие не были нацелены на Данию, потому что не имеют представления о Дании».